# Saluut

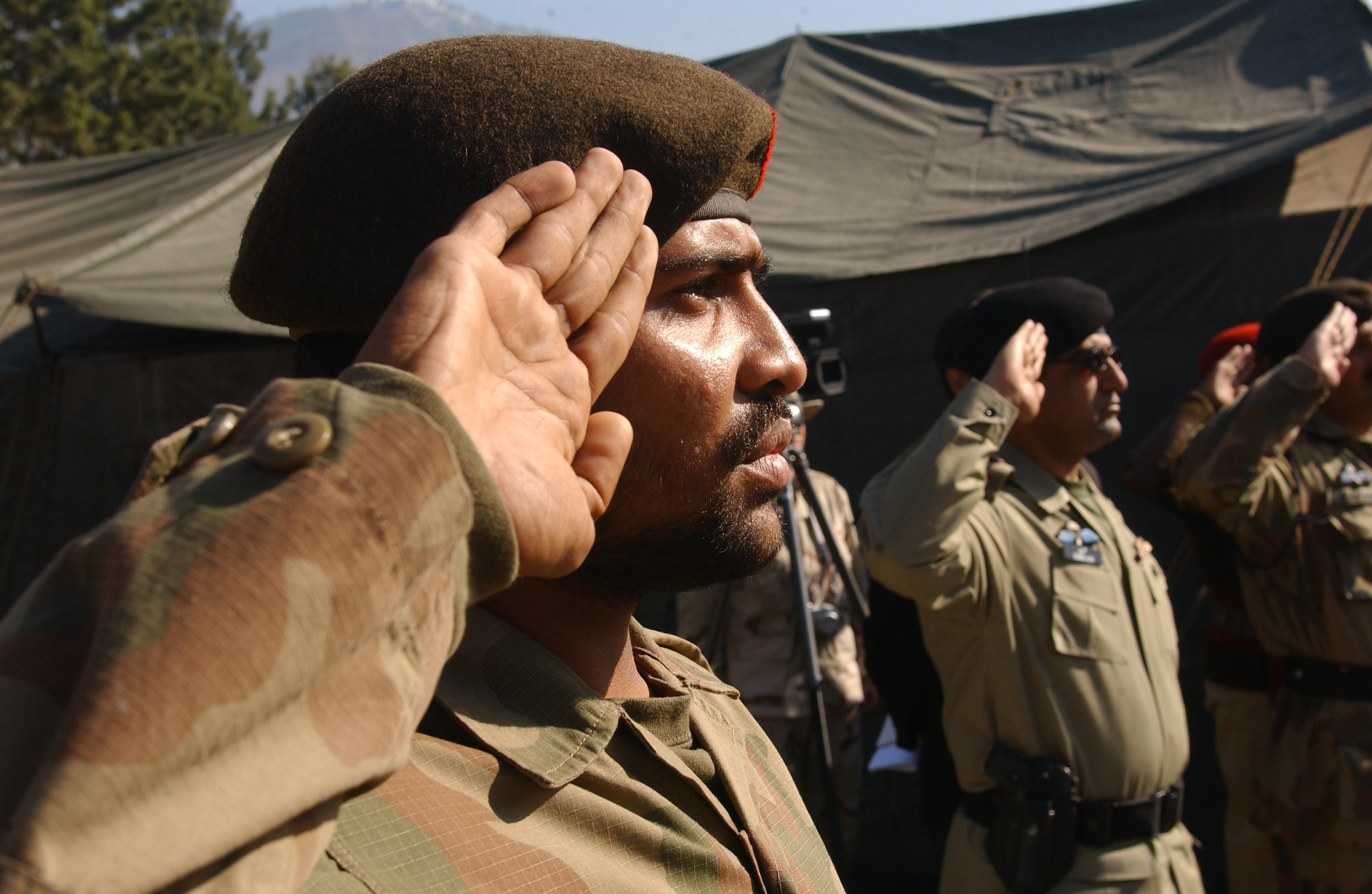
Saluerende Pakistaanse soldaten

Een saluut is een groet, in het bijzonder een groet door militairen en anderen die een uniform dragen. Salueren is een eerbetoon door het brengen van een saluut. Men salueert door een hand aan de pet (of ander hoofddeksel) te brengen. Als geen hoofddeksel wordt gedragen (bv. binnen een gebouw) salueert de militair door zijn hoofd abrupt in de richting te draaien van de meerdere.

## Herkomst
Het salueren van militairen vindt zijn oorsprong in het kort afnemen van de hoed als respectbetoon voor een meerdere. Omdat grenadiers geen hoeden droegen maar mutsen, hoefden zij niet de muts af te nemen, maar mochten zij volstaan met het kort aantikken van de muts met de rechterhand. Deze eenvoudige vorm van salueren is vervolgens voor alle militairen gebruikelijk geworden.
Er zijn meldingen dat het groeten stamt uit de  middeleeuwen. Als ridders te paard in volledige harnas elkaar kruisten (al dan niet voor een steekspel) werd het vizier geopend om het gelaat zichtbaar te maken. Dit vooral als teken van wederzijds respect. Dit handgebaar lijkt sterk op de hedendaagse groet, maar de gelijkenis houdt geen bewezen verband in.
Het woord saluut betekent heil of gezondheid. Een saluut is dus eigenlijk een heilswens.

## Gebruik

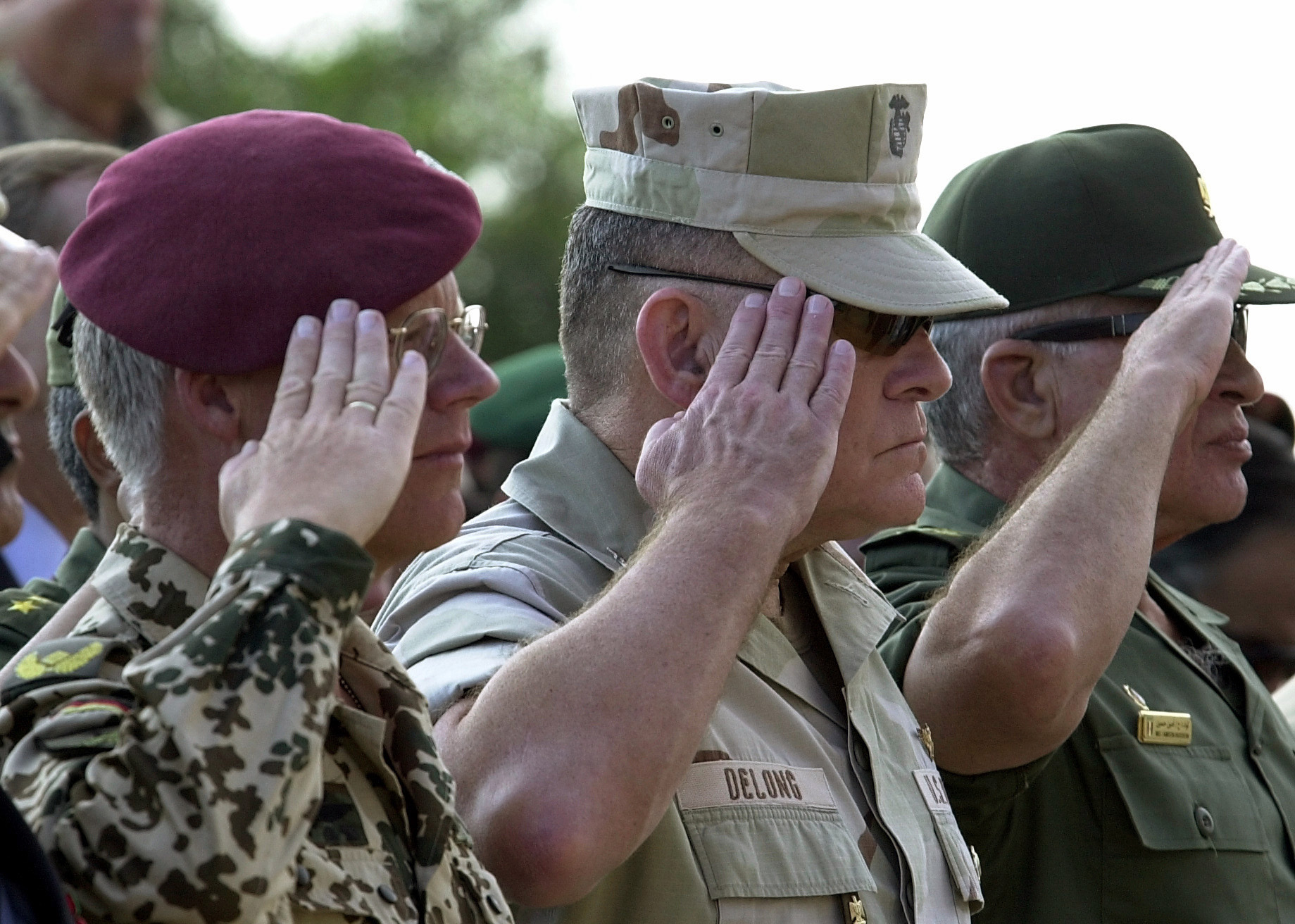
Duitse, Amerikaanse en Egyptische generaal brengen de militaire groet

Een militair saluut kan ook met tromgeroffel, het afvuren van geweren, het strijken van een vlag, een fanfare, fluitsignalen en saluutschoten van geschut worden gebracht.
In veel landen is het gebruikelijk dat een militair of politieagent salueert als hij door een burger wordt aangesproken.
De Nederlandse koning groet in de aanhef van een Wet of Koninklijk Besluit de lezer met het woord “Saluut!”
In bijzondere situaties zoals bij het uitvoeren van het volkslied, kan door een militair ook een eregroet worden uitgebracht. Een militair met een wapen aan de schouder brengt de eregroet door zijn rechterhand op het wapen te leggen of door zijn wapen te presenteren.
Bij ceremonies zoals een kranslegging of het hijsen van een vlag, wordt de krans, de vlag of het vaandel gegroet. Wie een uniform draagt salueert met de hand aan de pet, een burger maakt een lichte buiging.

## Groetplicht
In het leger van een aantal landen bestaat een groetplicht door te salueren wanneer een militair een meerdere tegenkomt. Van de superieur wordt verwacht dat hij teruggroet. In beginsel kan alleen worden gesalueerd indien men een hoofddeksel draagt. In navolging van het militair groeten in de Verenigde Staten van Amerika, wordt tegenwoordig,  bijvoorbeeld binnen een gebouw, ook wel gesalueerd zonder hoofddeksel.
In een aantal landen bestaat het gebruik dat ridders een militair saluut ontvangen, bijvoorbeeld in Monaco bij de Orde van Grimaldi.

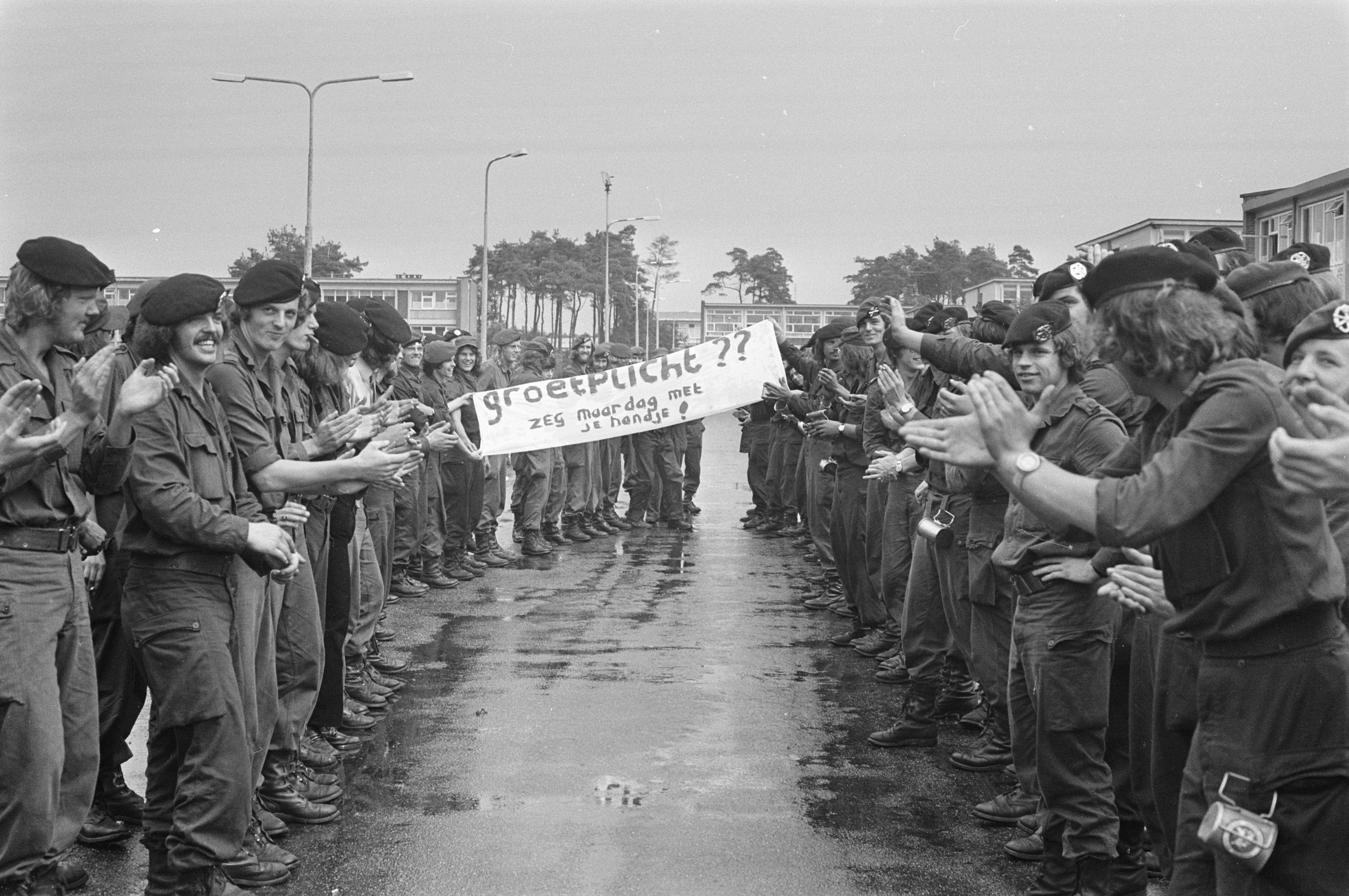
Groetweigerdag (1 augustus 1972)

### Nederland
In de Nederland geldt voor alle rangen de verplichting een ridder in de Militaire Willems-Orde, in burger of in uniform, indien hij of zĳ zijn versierselen draagt, te groeten.
In Nederland werd na diverse ludieke acties van de Vereniging van Dienstplichtige Militairen (VVDM) de groetplicht in augustus 1973 afgeschaft door staatssecretaris Mommersteeg. Zo werden (onder)officieren tijdens een wandeling over de kazerne expres om de drie meter door dienstplichtigen gegroet zodat de eersten constant aan het teruggroeten waren. De maatregel van Mommersteeg betrof alleen de groetplicht van de individuele militair; bij militaire ceremonies bleef de verplichting tot het brengen van de militaire groet. Ook werd de verplichting om te groeten door in het buitenland en bij internationale staven geplaatste militairen niet afgeschaft.

## Hoed afnemen

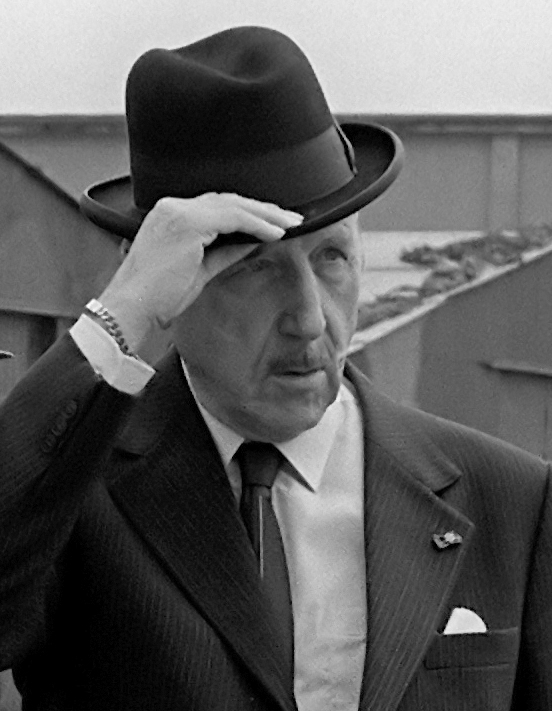
Joseph Luns neemt zijn hoed af (1983)

Een man in burger salueert niet, maar kan iemand groeten door zijn hoed, pet of ander hoofddeksel af te nemen. Dat geldt niet voor iemand die een uniform (met hoofddeksel) draagt - hij salueert. Evenwel, bij het betreden van een kerk, bij een gebed of een begrafenis, ontbloot ook de (mannelijke) drager van uniform zijn hoofd. Dit blijft achterwege op de begraafplaats indien de geüniformeerde bewapend is, bijvoorbeeld ten behoeve van eerbetoon.
Een burger kan ook een saluut brengen door de rechterhand op de hartstreek te leggen, zoals bij het spelen van het volkslied.